# О пореклу данашњих Грка

О пореклу данашњих Грка је дело Јакоба Фалмерајера који представља тезу да данашњи и стари Грци нису исти народ.
Године 1941. још један немачки научник Макс Фасмер је објавио друго капитално дело бранећи нехеленско порекло данашњих Грка — Словени у Грчкој. Чисто филолошки и језички рад, допуњује дело из 1830. године.
У Грчкој је књига штампана тек 1984. године у 1000 примерака.